# Xploding Plastix
Xploding Plastix est un groupe de musique norvégien d'électrofunk / big beat utilisant des éléments de jazz. Il est composé de Jens Petter Nilsen et Hallvard Hagen (ancien membre du groupe de black metal norvégien Kvist).

## Discographie
- (2000) Treat me mean, I need the reputation, 7"
- (2001) Doubletalk, EP 12"
- (2001) Behind the Eightball, EP
- (2001) Amateur Girlfriends go Proskirt Agents, CD/LP
- (2002) Plastic Surgery LP 3 Sampler side A, 12" sur Hospital Records
- (2003) The Benevolent Volume Lurkings, EP
- (2003) The Donca Matic Singalongs, CD/LP
- (2004) The Rebop By Proxy EP, EP
- (2008) Treated Timber Resists Rot, CD/LP
- (2010) Devious Dan EP, EP